# Assale rigido
La sospensione ad assale rigido ed il ponte rigido che ingloba anche la trasmissione è un tipo di sospensione impiegata principalmente nelle autovetture prima del perfezionamento delle sospensioni a ruote indipendenti, attualmente relegato ai mezzi pesanti e al fuoristrada.

## Utilizzo e storia

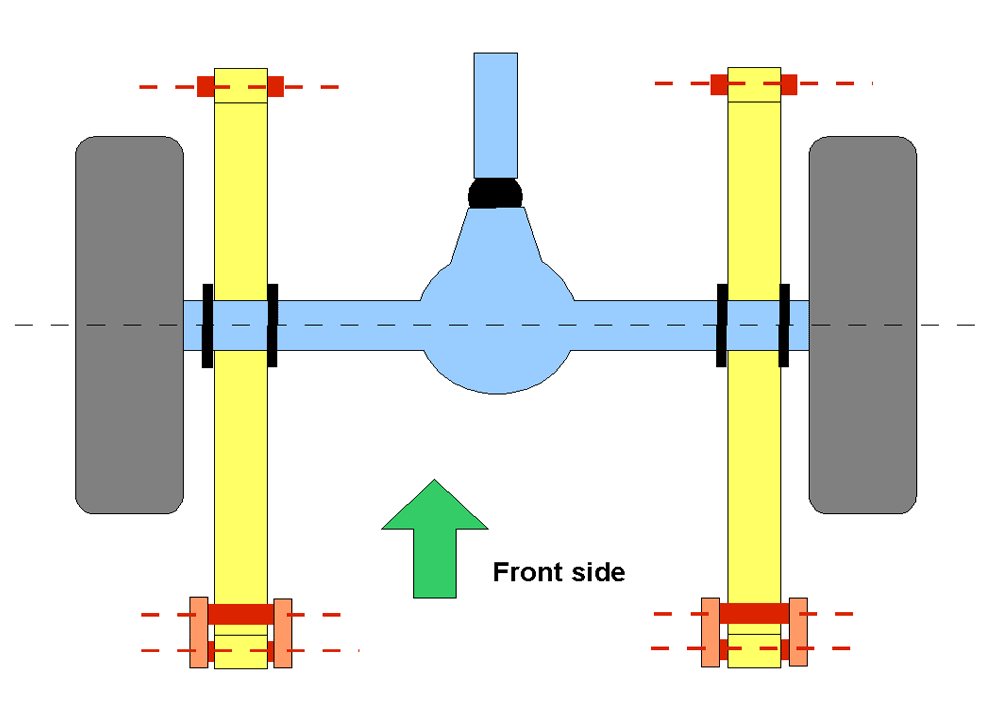
Ponte rigido a balestre

Un'evoluzione di questo sistema fu il ponte De Dion, inventato da Jules Albert De Dion, utilizzato in molte automobili fino all'inizio degli anni 90 dall'Alfa Romeo sulla Alfa 33 e nelle Smart ForTwo.

Questo sistema è ancora ampiamente utilizzato nei fuoristrada come sistema sospensivo posteriore, spesso abbinato a delle sospensioni indipendenti anteriori e largamente utilizzato nei mezzi di trasporto pesanti e nelle macchine operatrici. L'assale rigido anteriore è utilizzato esclusivamente nei fuoristrada di fascia alta o nei crawler nei quali l'escursione è particolarmente importante.

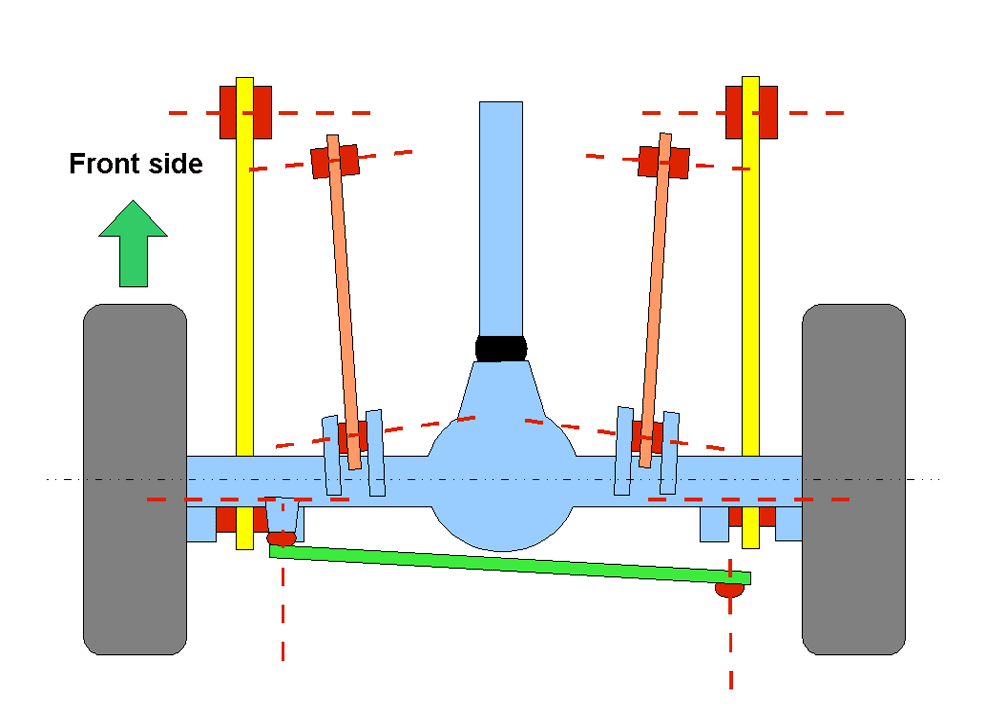
Ponte rigido a molle e link

In passato la maggior parte dei modelli, anche auto sportive come le muscle car, molto in voga negli anni 60 e 70 in Nord America e Australia,montava assali rigidi posteriori.
In alcune situazioni i link non sono sufficienti a impedire il movimento laterale del ponte, per questo motivo vengono coadiuvati dalla Barra Panhard o dal Parallelogramma di Watt.

### Vantaggi
I principali pregi consistenti in questo sistema sono che le ruote sono costantemente perpendicolari al terreno anche durante il rollio della vettura. Inoltre garantiscono un'elevata escursione, ideale per l'uso in mezzi impiegati nel fuoristrada.

### Svantaggi
I principali difetti consistenti in questo sistema sono che le grandi masse non sospese, soprattutto per le assi motrici, determinano una lenta reazione alle asperità del terreno o dell'asfalto.
Alcune vetture di recente produzione che montano l'assale posteriore rigido sono la Hyundai Atos, la Nissan Micra, il Suzuki Jimny, la Suzuki Vitara e i modelli Land Rover.